# Lisbjerg Bygade Station
Lisbjerg Bygade Station er en letbanestation i Aarhus beliggende ved forstaden Lisbjerg. Stationen består af to spor med en øperron imellem, der ligger lige syd for Ole Lund Kirkegaards Allé, hvor letbanen deler sig i to mod henholdsvis Lisbjergskolen og Lystrup. Stationen ligger lidt syd for den hidtidige bebyggelse i Lisbjerg, og de nærmeste omgivelser består primært af marker. Området omkring stationen og den nærliggende Lisbjergskolen er imidlertid udlagt til byudvikling.
Strækningen mellem Universitetshospitalet og Lisbjerg var forventet åbnet i december 2017, mens strækningen mellem Lisbjerg og Lystrup forventedes at åbne i foråret 2018. På grund af manglende sikkerhedsgodkendelse blev de to åbninger imidlertid udskudt på ubestemt tid. I stedet åbnede strækningen mellem Universitetshospitalet og Lisbjergskolen for driften 25. august 2018, efter at de nødvendige godkendelser forelå. Strækningen mellem Lisbjerg og Lystrup åbnede for driften 30. april 2019.
Da stationen åbnede, hed Ole Lund Kirkegaards Allé Lisbjerg Bygade. Den blev imidlertid omdøbt i 2020, da Aarhus Kommune besluttede, at 11 nye og eksisterende veje i området skulle opkaldes efter personer fra børnekulturlivet. I det her tilfælde altså Ole Lund Kirkegaard, der skrev flere kendte børnebøger.